# Île d'Ocracoke
Pour les articles homonymes, voir Ocracoke.
L’île d'Ocracoke est une île barrière des États-Unis située dans les Outer Banks, au large du littoral de la Caroline du Nord, dans le comté de Hyde. Le village d'Ocracoke est à l'extrémité sud de l'île.
Elle comporte un phare, le plus vieux encore en activité dans la région et le plus ancien de la côte Est. Avec ses 22 mètres de hauteur, c'est le plus petit phare de la Caroline du Nord. Il fut construit en 1823 par Noah Porter pour un coût de plus de onze mille dollars. Son feu a une portée de 26 kilomètres.

## Histoire
Elle fut le théâtre de la bataille de l'île d'Ocracoke, le 22 novembre 1718 opposant la Royal Navy au célèbre pirate Barbe Noire qui trouva la mort lors de ce combat.

## Dans les films
L'île sert de décor au film Pirates des Caraïbes : La Fontaine de jouvence. En effet, on retrouve le phare et c'est censé être l'île où se trouve la fontaine de Jouvence. La plus grande partie de l'histoire se retrouve sur cette île.

## Galerie

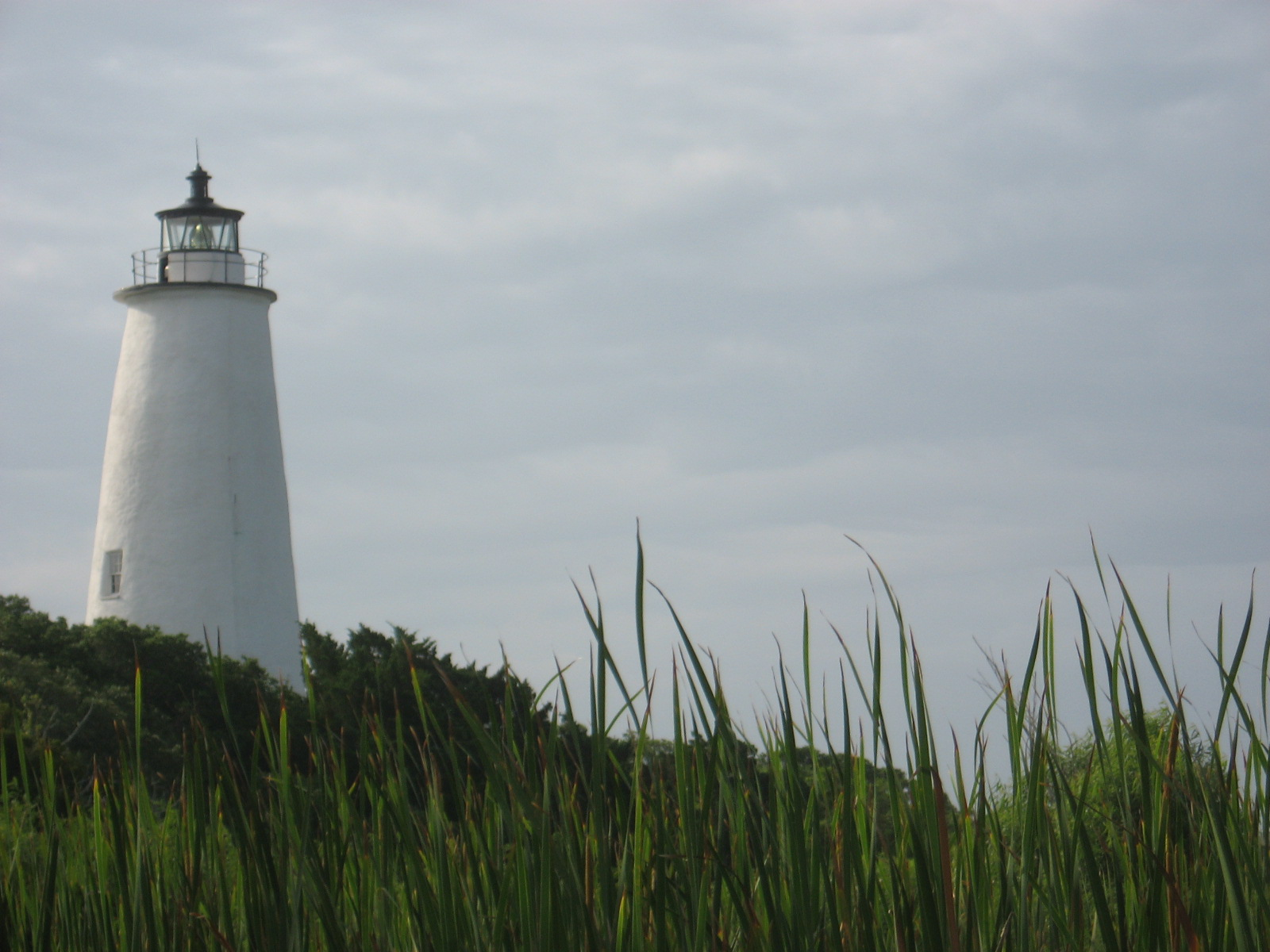
Vue du phare d'Ocracoke.
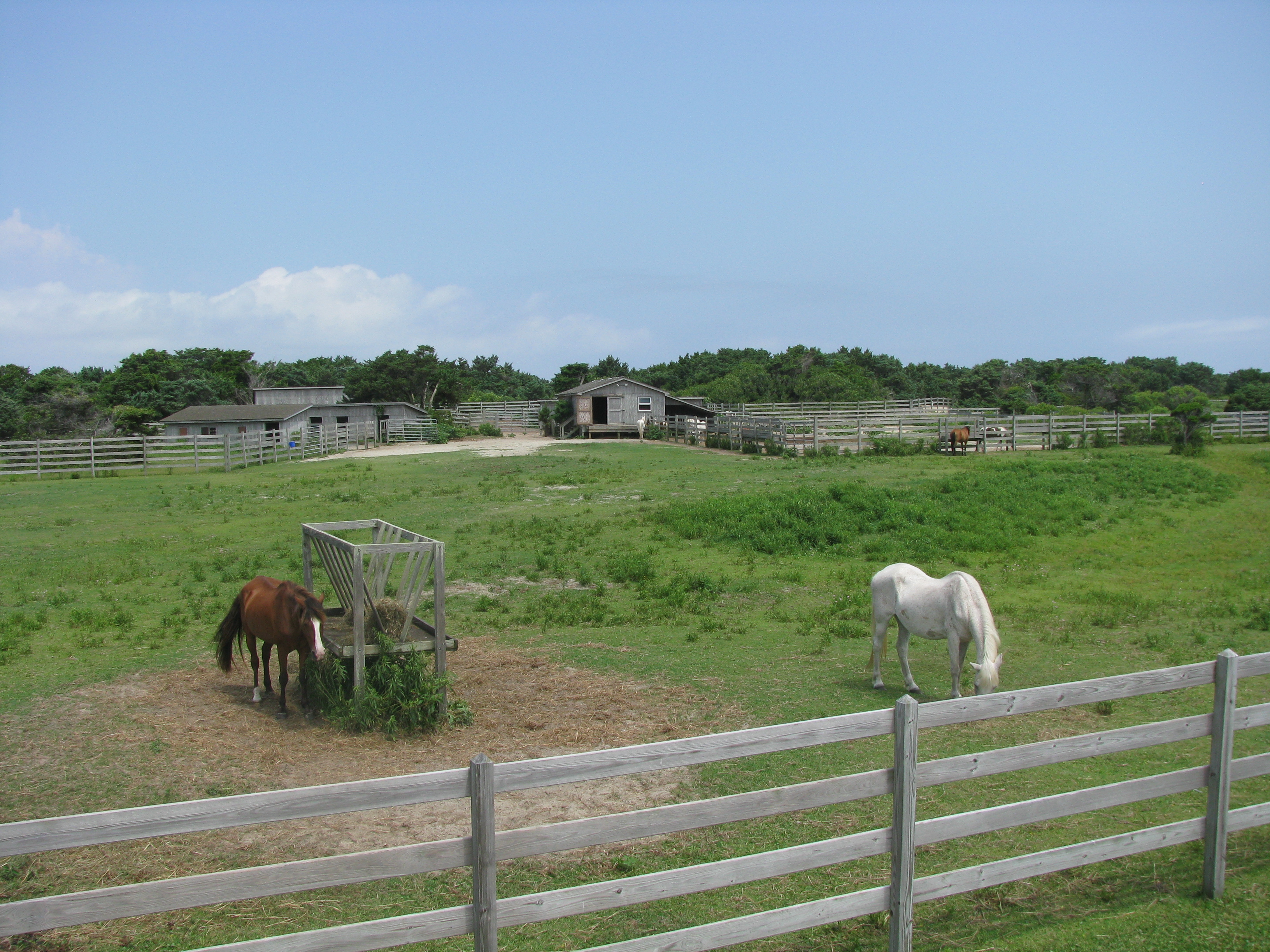
Deux poneys d'Ocracoke, une variété des chevaux des Outer Banks.